# Grammy Award for Best Merengue Album
Der Grammy Award for Best Merengue Album, auf Deutsch „Grammy-Auszeichnung für das beste Merengue-Album“, war ein Musikpreis, der von 2000 bis 2003 von der amerikanischen Recording Academy im Bereich der Merengue-Musik verliehen wurde.

## Geschichte und Hintergrund
Die seit 1959 verliehenen Grammy Awards werden jährlich in zahlreichen Kategorien von der Recording Academy in den Vereinigten Staaten vergeben, um künstlerische Leistung, technische Kompetenz und hervorragende Gesamtleistung ohne Rücksicht auf die Album-Verkäufe oder Chart-Position zu würdigen.
Eine dieser Kategorien war der Grammy Award for Best Merengue Album. Die Auszeichnung wurde in den Jahren 2000 bis 2003 vergeben. Im ersten Jahr der Verleihung hieß der Preis zunächst Grammy Award for Best Merengue Performance. 2004 wurde der Preis mit dem Grammy Award for Best Salsa Album zusammengelegt und ab dann als Grammy Award for Best Salsa/Merengue Album vergeben.

## Gewinner und Nominierte
| Jahr | Gewinner     | Nationalität | Album                | Nominierte | Bild des/der Gewinner(s) |
| ---- | ------------ | ------------ | -------------------- | --- | ------------------------ |
| 2000 | Elvis Crespo | Puerto Rico  | Píntame              | - Atada von Giselle - The Dynasty von Grupo Manía - Encontré el Amor von Jailene - Lleno de Vida von Manny Manuel                                     |                          |
| 2001 | Olga Tañón   | Puerto Rico  | Olga Viva, Viva Olga | - El Padrino von Fulanito - Voy a Enamorarte von Giselle - Masters of the Stage von Grupo Manía - Live von Ilegales                                   |                          |
| 2002 | Olga Tañón   | Puerto Rico  | Yo Por Tí            | - Haciendo Travesuras von Chico Malo - 8 von Giselle - Grupomania 2050 von Grupo Manía - Yo Soy Toño von Toño Rosario                                 |                          |
| 2003 | Grupo Manía  | Puerto Rico  | Latino               | - Mal Acostumbrado von Fernando Villalona - Calle Sabor, Esquina Amor von Limi-T 21 - Manny Manuel von Manny Manuel - Pienso Así... von Milly Quezada |                          |